# Championnats du monde de patinage artistique 1969
Navigation
Mondiaux 1968 Mondiaux 1970
Les championnats du monde de patinage artistique 1969 ont lieu du 25 février au 2 mars 1969 à la patinoire de Broadmoor à Colorado Springs aux États-Unis.

## Qualifications
Les patineurs sont éligibles à l'épreuve s'ils représentent une nation membre de l'Union internationale de patinage (International Skating Union en anglais). Les fédérations nationales sélectionnent leurs patineurs en fonction de leurs propres critères.
Sur la base des résultats des championnats du monde 1968, l'Union internationale de patinage autorise chaque pays à avoir de une à trois inscriptions par discipline. 

## Podiums
| Épreuves                            | Or                             | Argent                                   | Bronze                              |
| ----------------------------------- | ------------------------------ | ---------------------------------------- | ----------------------------------- |
| Messieurs résultats détaillés       | Tim Wood                       | Ondrej Nepela                            | Patrick Péra                        |
| Dames résultats détaillés           | Gabriele Seyfert               | Beatrix Schuba                           | Zsuzsa Almássy                      |
| Couples résultats détaillés         | Irina Rodnina / Alexeï Oulanov | Tamara Moskvina / Alexeï Michine         | Ludmila Belousova / Oleg Protopopov |
| Danse sur glace résultats détaillés | Diane Towler / Bernard Ford    | Lioudmila Pakhomova / Aleksandr Gorchkov | Judy Schwomeyer / James Sladky      |

## Tableau des médailles
| Rang  | Nation             | Or | Argent | Bronze | Total |
| ----- | ------------------ | -- | ------ | ------ | ----- |
| 1     | Union soviétique   | 1  | 2      | 1      | 4     |
| 2     | États-Unis         | 1  | 0      | 1      | 2     |
| 3     | Allemagne de l'Est | 1  | 0      | 0      | 1     |
| 3     | Royaume-Uni        | 1  | 0      | 0      | 1     |
| 5     | Autriche           | 0  | 1      | 0      | 1     |
| 5     | Tchécoslovaquie    | 0  | 1      | 0      | 1     |
| 7     | France             | 0  | 0      | 1      | 1     |
| 7     | Hongrie            | 0  | 0      | 1      | 1     |
| Total | Total              | 4  | 4      | 4      | 12    |

## Détails des compétitions

### Messieurs
| Rang    | Nom                     | Nation               | Places | Points | Fig. impo. | Prog. libre |
| ------- | ----------------------- | -------------------- | ------ | ------ | ---------- | ----------- |
| 1       | Tim Wood                | États-Unis           | 9      | 2894.5 | 1          | 1           |
| 2       | Ondrej Nepela           | Tchécoslovaquie      | 22     | 2703.3 | 2          | 6           |
| 3       | Patrick Péra            | France               | 27     | 2684.6 | 3          | 5           |
| 4       | Gary Visconti           | États-Unis           | 45     | 2622.4 | 4          | 4           |
| 5       | John Misha Petkevich    | États-Unis           | 47     | 2623.4 | 7          | 2           |
| 6       | Jay Humphry             | Canada               | 41     | 2652.1 | 5          | 3           |
| 7       | Günter Zöller           | Allemagne de l'Est   | 68     | 2544.9 | 6          | 10          |
| 8       | Sergueï Tchetveroukhine | Union soviétique     | 72     | 2531.6 | 8          | 9           |
| 9       | Marian Filc             | Tchécoslovaquie      | 83     | 2497.9 | 9          | 7           |
| 10      | David McGillivray       | Canada               | 87     | 2482.7 | 13         | 8           |
| 11      | Yuri Ovtchinnikov       | Union soviétique     | 97     | 2434.8 | 12         | 11          |
| 12      | Philippe Pélissier      | France               | 106    | 2405.9 | 11         | 13          |
| 13      | Tsuguhiko Kozuka        | Japon                | 123    | 2355.6 | 14         | 14          |
| 14      | Jacques Mrozek          | France               | 122    |        | 16         | 12          |
| 15      | Günter Anderl           | Autriche             | 134    | 2319.1 | 15         | 16          |
| 16      | Reinhard Ketterer       | Allemagne de l'Ouest | 142    | 2278.4 | 17         | 15          |
| 17      | Klaus Grimmelt          | Allemagne de l'Ouest | 152    | 2222.0 | 18         | 17          |
| Abandon | Haig Oundjian           | Royaume-Uni          |        |        | 10         |             |

### Dames
| Rang    | Nom                  | Nation               | Places | Points | Fig. impo. | Prog. libre |
| ------- | -------------------- | -------------------- | ------ | ------ | ---------- | ----------- |
| 1       | Gabriele Seyfert     | Allemagne de l'Est   | 9      | 2795.5 | 2          | 1           |
| 2       | Beatrix Schuba       | Autriche             | 24     | 2709.4 | 1          | 6           |
| 3       | Zsuzsa Almássy       | Hongrie              | 27     | 2704.6 | 3          | 4           |
| 4       | Julie Lynn Holmes    | États-Unis           | 33     | 2696.2 | 4          | 2           |
| 5       | Janet Lynn           | États-Unis           | 44     | 2663.4 | 5          | 5           |
| 6       | Linda Carbonetto     | Canada               | 53     | 2616.0 | 9          | 3           |
| 7       | Elisabeth Nestler    | Autriche             | 62     | 2572.8 | 6          | 7           |
| 8       | Patricia Dodd        | Royaume-Uni          | 89     | 2495.1 | 7          | 14          |
| 9       | Eileen Zillmer       | Allemagne de l'Ouest | 91     | 2487.8 | 8          | 12          |
| 10      | Elena Shcheglova     | Union soviétique     | 87     | 2492.3 | 12         | 8           |
| 11      | Kazumi Yamashita     | Japon                | 96     | 2472.1 | 13         | 10          |
| 12      | Elisabeth Mikula     | Autriche             | 102    | 2471.8 | 10         | 11          |
| 13      | Rita Trapanese       | Italie               | 105    | 2461.2 | 11         | 13          |
| 14      | Galina Grzhibovskaya | Union soviétique     | 127    | 2400.6 | 16         | 9           |
| 15      | Charlotte Walter     | Suisse               | 131    | 2379.0 | 14         | 15          |
| 16      | Keiko Miyagawa       | Japon                | 144    | 2266.8 | 17         | 16          |
| 17      | Janet Schwarz        | Australie            | 153    | 2108.1 | 18         | 17          |
| Abandon | Sonja Morgenstern    | Allemagne de l'Est   |        |        | 15         |             |
| Forfait | Hana Mašková         | Tchécoslovaquie      |        |        |            |             |
| Forfait | Vanessa Jackson      | Afrique du Sud       |        |        |            |             |

### Couples
| Rang    | Nom                                       | Nation               | Places | Points | Prog. court | Prog. libre |
| ------- | ----------------------------------------- | -------------------- | ------ | ------ | ----------- | ----------- |
| 1       | Irina Rodnina / Alexeï Oulanov            | Union soviétique     | 9      | 421.1  | 1           | 1           |
| 2       | Tamara Moskvina / Alexeï Michine          | Union soviétique     | 23     | 410.9  | 3           | 2           |
| 3       | Ludmila Belousova / Oleg Protopopov       | Union soviétique     | 26     | 410.5  | 2           | 3           |
| 4       | Cynthia Kauffman / Ronald Kauffman        | États-Unis           | 36     | 405.0  | 4           | 5           |
| 5       | Heidemarie Steiner / Heinz-Ulrich Walther | Allemagne de l'Est   | 46     | 400.0  | 5           | 6           |
| 6       | JoJo Starbuck / Kenneth Shelley           | États-Unis           | 50     | 398.7  | 7           | 4           |
| 7       | Gudrun Hauss / Walter Häfner              | Allemagne de l'Ouest | 63     | 388.6  | 6           | 7           |
| 8       | Melissa Militano / Mark Militano          | États-Unis           | 75     | 374.1  | 10          | 8           |
| 9       | Brunhilde Baßler / Eberhard Rausch        | Allemagne de l'Ouest | 82     | 362.8  | 8           | 9           |
| 10      | Anna Forder / Richard Stephens            | Canada               | 90     | 363.5  | 9           | 10          |
| 11      | Mona Szabo / Pierre Szabo                 | France               | 94     | 357.5  | 11          | 11          |
| 12      | Linda Bernard / Raymond Wilson            | Royaume-Uni          | 109    | 344.2  | 13          | 12          |
| 13      | Evelyne Schneider / Wilhelm Bietak        | Autriche             | 116    |        | 14          | 13          |
| Abandon | Liana Drahová / Peter Bartosiewicz        | Tchécoslovaquie      |        |        | 12          |             |

### Danse sur glace
| Rang | Nom                                      | Nation               | Places | Points | Danses imposées | Danse libre |
| ---- | ---------------------------------------- | -------------------- | ------ | ------ | --------------- | ----------- |
| 1    | Diane Towler / Bernard Ford              | Royaume-Uni          | 7      | 259.8  | 1               | 1           |
| 2    | Lioudmila Pakhomova / Aleksandr Gorchkov | Union soviétique     | 16     | 252.0  | 2               | 2           |
| 3    | Judy Schwomeyer / James Sladky           | États-Unis           | 24     | 250.7  | 3               | 3           |
| 4    | Janet Sawbridge / Jon Lane               | Royaume-Uni          | 27     | 246.9  | 4               | 4           |
| 5    | Angelika Buck / Erich Buck               | Allemagne de l'Ouest | 32     | 244.6  | 5               | 5           |
| 6    | Annerose Baier / Eberhard Rüger          | Allemagne de l'Est   | 45     | 234.5  | 6               | 6           |
| 7    | Susan Getty / Roy Bradshaw               | Royaume-Uni          | 51     | 232.3  | 7               | 7           |
| 8    | Dana Holanová / Jaromír Holan            | Tchécoslovaquie      | 63     | 225.8  | 8               | 8           |
| 9    | Debbie Gerken / Raymond Tiedemann        | États-Unis           | 67.5   | 224.0  | 9               | 13          |
| 10   | Joan Bitterman / Brad Hislop             | États-Unis           | 74.5   | 220.9  | 10              | 10          |
| 11   | Donna Taylor / Bruce Lennie              | Canada               | 72.5   | 223.8  | 11              | 9           |
| 12   | Mary Church / Tom Falls                  | Canada               | 84.5   | 218.2  | 13              | 12          |
| 13   | Ilona Berecz / István Sugár              | Hongrie              | 88.0   | 214.1  | 12              | 14          |
| 14   | Tatiana Voitiuk / Viacheslav Zhigalin    | Union soviétique     | 83.0   | 217.9  | 14              | 11          |
| 15   | Edeltraud Rotty / Joachim Iglowstein     | Allemagne de l'Ouest | 105.0  | 201.7  | 15              | 15          |